# Камижево
Камиже́во (рос. Камыжево) — присілок в Кезькому районі Удмуртії, Росія.
Населення — 144 особи (2010; 190 в 2002).
Національний склад станом на 2002 рік:
- удмурти — 95 %

Урбаноніми:
- вулиці — Садова, Центральна